# 詹姆斯·德瑞爾
詹姆斯·德瑞尔（James Dreier，1960年—）是美国哲学家，现任布朗大学茱迪·C·勒温特和马克·L·夏皮罗哲学教授。他以其在道德哲学领域的工作而闻名，包括元伦理学等主题。

## 书籍
- 詹姆斯·德瑞尔（编著），《道德理论中的当代辩论》，布莱克威尔出版社，2006年，331页，ISBN 1405101792.

## 链接
- “詹姆斯·德瑞尔” 布朗大学